# Ptilocephala leschenaulti
Ptilocephala leschenaulti is een vlinder uit de familie zakjesdragers (Psychidae). De wetenschappelijke naam van deze soort is voor het eerst geldig gepubliceerd in 1860 door Staudinger.
De soort komt voor in Europa.